# In simbiosi
In simbiosi è un EP del gruppo musicale italiano Sugarfree, pubblicato il 6 novembre 2009.

## Tracce
1. Soliti commenti (G. Lo Iacono - G. Giuffrida)
2. Amore nero (Francesco Altobelli - A. Gallo - A. Consoli)
3. Resto così (Francesco Altobelli - Andrea Vigentini - A. Amati)
4. Regalami un'estate (D. Di Maggio)
5. In simbiosi (A. Consoli - D. Di Maggio)
6. Di queste notti (D. Di Maggio)